# Pamelo, żegnaj
Pamelo żegnaj – piosenka polskiego zespołu muzycznego Tercet Egzotyczny, jeden z najbardziej znanych ich utworów. Został nagrany w kwietniu 1966 i w tym samym roku pojawił się na pierwszej płycie zespołu, zatytułowanej Tercet Egzotyczny. Autorem muzyki do piosenki był Zbigniew Dziewiątkowski, a autorem tekstu Mirosław Łebkowski.
Piosenka wykorzystywana była w kilku filmach: Ciało z 2003 roku, Wojaczek (1999), w serialu Łowicki łącznik – Bank nie z tej ziemi (1994) i Chciałbym cię zgubić (1979).